# 第六次成都戰鬥 (北洋政府時期)
成都戰鬥發生於1923年5月12日—18日，地點則是在中國川西。是北洋政府時期內戰之一，交戰兩方為熊克武部及鄧錫侯部。